# گب
گب یکی از ایزدان ۹ گانه مصر باستان (هلیوپولیتان‌ها) میباشد. نام او به گونه سب و کب نیز آمده است . ایزدی که با نات، دومین زوج ایزدستان نه گانه مصر را تشکیل می داد. پلوتارک او را با کرونوس یکی میداند. در واقع، او ایزد زمین و پایگاه مادی جهان بود، اما در اعصار دیرین، به ندرت آیینی ویژهٔ او وجود داشته‌است. گب به دست شو از نات، خواهر-همسر خویش جدا شده بود و از آن زمان به بعد، تسلی ناپذیر گشت و شبانه روز شکوایه‌هایش به گوش می رسید..

## نگاره گب
گب را تقریباً به گونه نشان داده شده که زیر پای شو دراز کشیده است . کسی که برای دفاع از همسرش سخت با او جنگیده است. آرنجش را بالا گرفته، یکی از زانوانش خمیده است و بدین گونه، نماد کوه و صخره‌های موج گونهٔ زمین است . بدنش نیز گاه از سبز پوشیده است. گب را تقریباً همیشه به گونهٔ مردی بدون صفات ویژه نمایانده اند، اما گاه سرش به گونهٔ غاز است که معنی نگار نام اوست. از این گذشته، در برخی افسانه‌ها او را همچون غاز نر - قدقد کنندهٔ بزرگ- توصیف کرده‌اند که ماده اش تخم خورشید را گذارده است. در افسانه‌های دیگر آمده که او ورزای بارور کنندهٔ ماده گاو آسمانی است. به هر حال، گب تقریباً همواره پدر ( و نات مادر) ایزدان ازیریسی است و به همین سبب به پدر ایزدان آوازه یافته‌است.

## پادشاهی گب و داستان جعبهٔ افعی
گب سومین فرعون ایزدی بود و پس از شو بر اورنگ نشست. پادشاهی او نیز دچار آشوب گشت. در یکی از نوشته‌ها آمده که گب باعث شد جعبهٔ زرینی که اورائیوس (افعی) راع در آن نگاه داشته می شد، در حضور او باز شود . راع آن را به عنوان طلسم، با عصا و یک حلقهٔ موی خویش در دژی واقع در مرز خاوری امپراتوری خود نهاده بود . چون باز شد، دم افعی ایزدی همهٔ همراهان گب را در جا کشت و خود گب نیز شدیداً سوخت. تنها، این بخش حلقهٔ موی راع برای زخم او به کار آمد و توانست گب را درمان کند. در واقع، این بخش از موی ایزدی چندان فضیلت داشت که سال‌ها بعد چون آن را برای تطهیر به دریاچهٔ ٱ نوب افکندند، بی درنگ به تمساح بدل شد. هنگامی که راع تن درستی را به گب باز می گرداند، خردمندانه قلم رو شهریاری اش را اداره کرد و گزارش دقیقی از اوضاع ولایت‌ها و شهرهای مصر برای او فراهم نمود. ان گاه گب فرمانروایی اش را به بزرگ‌ترین فرزند خویش، ازیریس بخشید و بر فراز آسمان‌ها رفت و در آن جا، جانشین توث، پیک راع و میانجی ایزدان شد.